# جورج غودلي
جورج ألبرت غودلي (31 أكتوبر 1857 - 20 يوليو 1941) كان ضابط شرطة من شرطة العاصمة لندن وشارك في البحث عن جاك السفاح في عام 1888.

## روابط خارجية
- جورج غودلي في كتيب: جاك السفاح موقع